# Vicariato apostólico de Makokou
El vicariato apostólico de Makokou (en latín: Vicariatus Apostolicus Makokouensis y en francés: Vicariat apostolique de Makokou) es una circunscripción eclesiástica de la Iglesia católica en Gabón. Se trata de un vicariato apostólico latino, inmediatamente sujeto a la Santa Sede. Desde el 6 de enero de 2022 su vicario apostólico es Severin Nziengui Mangandza, de la Congregación del Espíritu Santo.

## Territorio y organización
El vicariato apostólico tiene 46 075 km² y extiende su jurisdicción sobre los fieles católicos de rito latino residentes en la provincia de Ogooué-Ivindo. 
La sede del vicariato apostólico se encuentra en la ciudad de Makokou, en donde se halla la Catedral de Nuestra Señora de la Victoria.
En 2020 en el vicariato apostólico existían 5 parroquias.

## Historia
La prefectura apostólica fue erigida el 7 de marzo de 2003 con la bula Omnium de fidelium del papa Juan Pablo II, separando una porción de territorio de la diócesis de Oyem.
El 11 de julio de 2014 la prefectura apostólica fue elevada al rango de vicariato apostólico mediante la bula Undecim abhinc annos del papa Francisco.

## Estadísticas
Según el Anuario Pontificio 2021 el vicariato apostólico tenía a fines de 2020 un total de 23 000 fieles bautizados.
| Año                                                                             | Población            | Población | Población      | Sacerdotes | Sacerdotes    | Sacerdotes    | Bautizados por sacerdote | Diáconos permanentes | Religiosos | Religiosos | Parroquias |
| Año                                                                             | Bautizados católicos | Total     | % de católicos | Total      | Clero secular | Clero regular | Bautizados por sacerdote | Diáconos permanentes | Varones    | Mujeres    | Parroquias |
| ------------------------------------------------------------------------------- | -------------------- | --------- | -------------- | ---------- | ------------- | ------------- | ------------------------ | -------------------- | ---------- | ---------- | ---------- |
| 2003                                                                            | 85 000               | 245 000   | 34.7           | 6          | 4             | 2             | 14 166                   |                      | 2          | 3          | 3          |
| 2004                                                                            | 50 000               | 85 000    | 58.8           | 6          | 4             | 2             | 8333                     |                      | 2          | 3          | 3          |
| 2007                                                                            | 22 438               | 53 607    | 41.8           | 7          | 5             | 2             | 3205                     |                      | 2          | 3          | 4          |
| 2010                                                                            | 23 100               | 53 607    | 43.1           | 8          | 6             | 2             | 2887                     |                      | 4          | 2          | 4          |
| 2013                                                                            | 26 000               | 54 000    | 48.1           | 7          | 5             | 2             | 3714                     |                      | 2          | 3          | 5          |
| 2014                                                                            | 22 438               | 53 900    | 41.6           | 8          | 6             | 2             | 2804                     |                      | 4          | 7          | 4          |
| 2017                                                                            | 27 600               | 57 000    | 48.4           | 9          | 7             | 2             | 3066                     |                      | 2          | 6          | 5          |
| 2020                                                                            | 23 000               | 53 607    | 42.9           | 6          | 4             | 2             | 3833                     |                      | 2          | 6          | 5          |
| Fuente: Catholic-Hierarchy, que a su vez toma los datos del Anuario Pontificio. |                      |           |                |            |               |               |                          |                      |            |            |            |

## Episcopologio
- Joseph Koerber, C.S.Sp. (7 de marzo de 2003-6 de enero de 2022 retirado)
- Severin Nziengui Mangandza, C.S.Sp., desde el 6 de enero de 2022